# Kreis Kleve
Der Kreis Kleve liegt am unteren Niederrhein im Nordwesten des Landes Nordrhein-Westfalen. Er gehört zum Regierungsbezirk Düsseldorf und ist Mitglied im Landschaftsverband Rheinland. Sitz des Kreises ist die Stadt Kleve.

## Geografie

### Kreisgebiet
Teile des Kreises gehören zum Naturpark Maas-Schwalm-Nette.

### Kreisangehörige Gemeinden
Der Kreis Kleve gliedert sich in 16 kreisangehörige Gemeinden, von denen fünf Mittlere kreisangehörige Städte sind. Für ihre örtlichen Angelegenheiten sind diese Gemeinden grundsätzlich selbst zuständig, während der Kreis für kleinere Gemeinden örtliche und ansonsten überörtliche Aufgaben übernimmt.
| Name              | Einwohner | Fläche      | Einw./km² | Status                         | AGS        |
| ----------------- | --------- | ----------- | --------- | ------------------------------ | ---------- |
| Bedburg-Hau       | 013.599   | 0061.31 km² | 222       | kreisangehörige Gemeinde       | 05 154 004 |
| Emmerich am Rhein | 031.829   | 0080.40 km² | 396       | mittlere kreisangehörige Stadt | 05 154 008 |
| Geldern           | 034.962   | 0096.97 km² | 361       | mittlere kreisangehörige Stadt | 05 154 012 |
| Goch              | 034.907   | 0115.43 km² | 302       | mittlere kreisangehörige Stadt | 05 154 016 |
| Issum             | 012.428   | 0054.74 km² | 227       | kreisangehörige Gemeinde       | 05 154 020 |
| Kalkar            | 014.513   | 0088.20 km² | 165       | kreisangehörige Stadt          | 05 154 024 |
| Kerken            | 013.186   | 0058.17 km² | 227       | kreisangehörige Gemeinde       | 05 154 028 |
| Kevelaer          | 028.296   | 0100.64 km² | 281       | mittlere kreisangehörige Stadt | 05 154 032 |
| Kleve             | 053.028   | 0097.76 km² | 542       | mittlere kreisangehörige Stadt | 05 154 036 |
| Kranenburg        | 011.303   | 0076.89 km² | 147       | kreisangehörige Gemeinde       | 05 154 040 |
| Rees              | 021.913   | 0109.86 km² | 199       | kreisangehörige Stadt          | 05 154 044 |
| Rheurdt           | 00.6450   | 0030.03 km² | 215       | kreisangehörige Gemeinde       | 05 154 048 |
| Straelen          | 016.458   | 0074.00 km² | 222       | kreisangehörige Stadt          | 05 154 052 |
| Uedem             | 00.8163   | 0060.93 km² | 134       | kreisangehörige Gemeinde       | 05 154 056 |
| Wachtendonk       | 00.8217   | 0048.17 km² | 171       | kreisangehörige Gemeinde       | 05 154 060 |
| Weeze             | 012.766   | 0079.49 km² | 161       | kreisangehörige Gemeinde       | 05 154 064 |
|                   | 322.018   | 1232.99 km² | 261       | Kreis Kleve                    | 05 154     |

(Einwohnerzahlen vom 31. Dezember 2024)

### Nachbarkreise bzw. -provinzen
Der Kreis Kleve grenzt an die Kreise Borken, Wesel und Viersen. Im Westen grenzt er an die Provinz Limburg, im Norden und Nordwesten an die Provinz Gelderland (beide in den Niederlanden).

## Geschichte

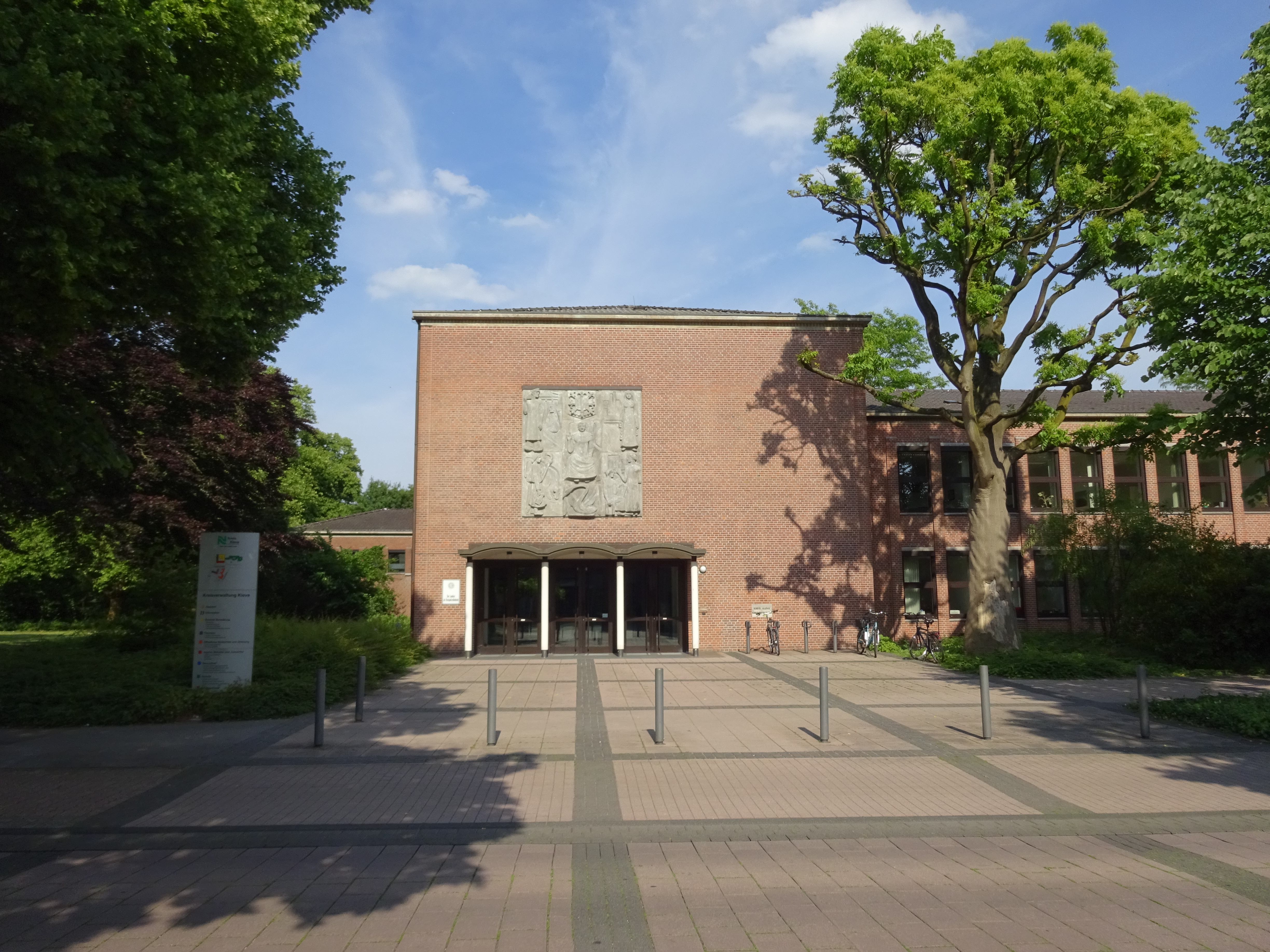
Gebäude der Kreisverwaltung in Kleve

Am 23. April 1816 wurde im Zuge der Preußischen Verwaltungsorganisation der Kreis Kleve als einer von 29 Kreisen der Provinz Jülich-Kleve-Berg, der späteren Rheinprovinz gebildet. Das Kreisgebiet setzte sich aus den in der Franzosenzeit gebildeten Kantonen Kalkar, Kleve und Kranenburg sowie einem Teil des Kantons Goch zusammen. Vor der Franzosenzeit hatte das Kreisgebiet zum Herzogtum Kleve gehört, das seit 1666 zu Preußen gehörte und 1815 auf dem Wiener Kongress erneut Preußen zugeschlagen wurde.
Der Kreis gehörte bis zu dessen Auflösung 1822 zum Regierungsbezirk Kleve und seitdem zum Regierungsbezirk Düsseldorf. Er umfasste ein Gebiet von Goch im Süden, entlang der deutsch-niederländischen Grenze nach Norden bis zum Rhein im Osten und nach Süden bis Kalkar. Nach dem Inkrafttreten der Gemeindeordnung für die Rheinprovinz von 1845 und der Rheinischen Städteordnung von 1856 für die beiden Städte Goch und Kleve war der Kreis wie folgt gegliedert:
| Bürgermeisterei           | Städte und Gemeinden (1885)                                                  |
| ------------------------- | ---------------------------------------------------------------------------- |
| Appeldorn                 | Appeldorn, Hanselaer, Hönnepel, Niedermörmter                                |
| Asperden                  | Asperden, Hassum, Hommersum, Hülm                                            |
| Goch                      | Goch (Stadt)                                                                 |
| Grieth                    | Bylerward, Emmericher Eyland, Grieth, Huisberden, Wissel, Wisselward         |
| Griethausen               | Brienen, Griethausen, Kellen, Salmorth, Schenkenschanz, Warbeyen, Wardhausen |
| Kalkar                    | Altkalkar, Kalkar, Neulouisendorf                                            |
| Keeken                    | Keeken, Rindern                                                              |
| Keppeln                   | Keppeln, Uedemerbruch                                                        |
| Kessel                    | Kessel                                                                       |
| Kleve                     | Kleve (Stadt)                                                                |
| Kranenburg                | Kranenburg                                                                   |
| Materborn                 | Donsbrüggen, Hau, Materborn                                                  |
| Niel                      | Mehr, Niel, Wyler, Zyfflich                                                  |
| Bürgermeisterei Pfalzdorf | Pfalzdorf                                                                    |
| Till                      | Louisendorf, Schneppenbaum, Till-Moyland                                     |
| Uedem                     | Uedem, Uedemerfeld                                                           |

Die Gemeinde Schenkenschanz wurde 1911 in die Gemeinde Salmorth eingegliedert. Die aus mehreren Gemeinden bestehenden Bürgermeistereien wurden seit 1927 als Ämter bezeichnet. Im Jahre 1952 wurden die beiden neuen Gemeinden Reichswalde und Nierswalde gegründet. Am 1. April 1958 wurde aus dem rechtsrheinischen Teil der Gemeinde Grieth die neue Gemeinde Grietherort gebildet, die dem Kreis Rees zugeordnet wurde.
Danach besaß der Kreis Kleve bis 1969 die folgende Verwaltungsgliederung:
| Gemeindekennziffer | Name                           | Fläche in km² (Gebietsstand 31.12.1968) | Einwohnerzahl (Volkszählung vom 6.6.1961) |
| ------------------ | ------------------------------ | --------------------------------------- | ----------------------------------------- |
|                    | amtsfreie Städte und Gemeinden |                                         |                                           |
| 05 1 36 111        | Goch, Stadt                    | 12,96                                   | 15.195                                    |
| 05 1 36 112        | Kleve, Stadt                   | 7,16                                    | 21.483                                    |
| 05 1 36 113        | Materborn                      | 18,84                                   | 4.300                                     |
| 05 1 36 114        | Pfalzdorf                      | 29,43                                   | 3.839                                     |
|                    | Amt Asperden                   | 72,93                                   | 5.655                                     |
| 05 1 36 211        | Asperden                       | 18,86                                   | 1.549                                     |
| 05 1 36 212        | Hassum                         | 9,35                                    | 1.164                                     |
| 05 1 36 213        | Hommersum                      | 6,51                                    | 432                                       |
| 05 1 36 214        | Hülm                           | 10,72                                   | 645                                       |
| 05 1 36 215        | Kessel                         | 19,67                                   | 1.120                                     |
| 05 1 36 216        | Nierswalde                     | 7,82                                    | 745                                       |
|                    | Amt Griethausen                | 50,93                                   | 9.654                                     |
| 05 1 36 311        | Brienen                        | 2,28                                    | 431                                       |
| 05 1 36 312        | Emmericher Eyland              | 8,73                                    | 179                                       |
| 05 1 36 313        | Griethausen                    | 1,43                                    | 1.120                                     |
| 05 1 36 314        | Huisberden                     | 5,69                                    | 295                                       |
| 05 1 36 315        | Kellen                         | 9,68                                    | 6.567                                     |
| 05 1 36 316        | Salmorth                       | 11,31                                   | 311                                       |
| 05 1 36 317        | Warbeyen                       | 11,81                                   | 751                                       |
|                    | Amt Kalkar                     | 79,48                                   | 9.033                                     |
| 05 1 36 411        | Altkalkar                      | 9,62                                    | 1.398                                     |
| 05 1 36 412        | Appeldorn                      | 17,41                                   | 1.510                                     |
| 05 1 36 413        | Bylerward                      | 7,22                                    | 97                                        |
| 05 1 36 414        | Grieth                         | 2,61                                    | 840                                       |
| 05 1 36 415        | Hanselaer                      | 4,04                                    | 125                                       |
| 05 1 36 416        | Hönnepel                       | 7,66                                    | 541                                       |
| 05 1 36 417        | Kalkar, Stadt                  | 2,23                                    | 2.420                                     |
| 05 1 36 418        | Neulouisendorf                 | 6,50                                    | 346                                       |
| 05 1 36 419        | Niedermörmter                  | 8,89                                    | 709                                       |
| 05 1 36 421        | Wissel                         | 9,97                                    | 955                                       |
| 05 1 36 422        | Wisselward                     | 3,33                                    | 92                                        |
|                    | Amt Kranenburg                 | 59,44                                   | 6.333                                     |
| 05 1 36 511        | Kranenburg                     | 48,76                                   | 5.387                                     |
| 05 1 36 512        | Wyler                          | 1,45                                    | 473                                       |
| 05 1 36 513        | Zyfflich                       | 9,23                                    | 473                                       |
|                    | Amt Rindern                    | 45,21                                   | 5.025                                     |
| 05 1 36 611        | Donsbrüggen                    | 4,45                                    | 1.078                                     |
| 05 1 36 612        | Keeken                         | 14,64                                   | 1.229                                     |
| 05 1 36 613        | Mehr                           | 8,44                                    | 520                                       |
| 05 1 36 614        | Niel                           | 8,72                                    | 264                                       |
| 05 1 36 615        | Rindern                        | 6,57                                    | 1.780                                     |
| 05 1 36 616        | Wardhausen                     | 2,39                                    | 154                                       |
|                    | Amt Till                       | 63,38                                   | 12.806                                    |
| 05 1 36 711        | Hau                            | 10,07                                   | 7.218                                     |
| 05 1 36 712        | Louisendorf                    | 9,40                                    | 608                                       |
| 05 1 36 713        | Reichswalde                    | 9,87                                    | 983                                       |
| 05 1 36 714        | Schneppenbaum                  | 15,92                                   | 3.068                                     |
| 05 1 36 715        | Till-Moyland                   | 18,12                                   | 929                                       |
|                    | Amt Uedem                      | 60,93                                   | 5.903                                     |
| 05 1 36 811        | Keppeln                        | 19,33                                   | 1.271                                     |
| 05 1 36 812        | Uedem                          | 5,51                                    | 3.581                                     |
| 05 1 36 813        | Uedemerbruch                   | 22,69                                   | 583                                       |
| 05 1 36 814        | Uedemerfeld                    | 13,40                                   | 468                                       |

Durch das Gesetz zur Neugliederung des Landkreises Kleve wurden zum 1. Juli 1969 in der ersten Phase der Gebietsreform in Nordrhein-Westfalen alle Ämter aufgelöst sowie die Gemeinden neu gegliedert. Dabei wurden im Wesentlichen die Gemeinden der einzelnen Ämter jeweils zu einer amtsfreien Gemeinde zusammengeschlossen. Abweichend davon wurde die Stadt Kleve mit der Gemeinde Materborn und den meisten Gemeinden der Ämter Griethausen und Rindern sowie die Stadt Goch mit der Gemeinde Pfalzdorf und den Gemeinden des Amtes Asperden vereinigt. Mehr und Niel (Amt Rindern) kamen an die neue Gemeinde Kranenburg, Reichswalde (Amt Till) an die Stadt Kleve, Huisberden (Amt Griethausen) an die aus dem Amt Till gebildete Gemeinde Bedburg-Hau und Emmericher Eyland (Amt Griethausen) an die Stadt Kalkar.
Seitdem bestand der Kreis Kleve aus den folgenden Gemeinden:
- Stadt Kleve, gebildet aus der alten Stadt Kleve, der amtsfreien Gemeinde Materborn, den meisten Gemeinden des Amtes Rindern, nämlich Donsbrüggen, Keeken, Rindern und Wardhausen, den meisten Gemeinden des Amtes Griethausen, nämlich Brienen, Griethausen, Kellen, Salmort und Warbeyen sowie der Gemeinde Reichswalde nebst einigen Grundstücken der Gemeinden Hau und Schneppenbaum aus dem Amt Till
- Stadt Kalkar, gebildet aus den Gemeinden des Amtes Kalkar, nämlich der alten Stadt Kalkar sowie Altkalkar, Appeldorn, Bylerward, Grieth, Hanselaer, Hönnepel, Neulouisendorf, Niedermörmter, Wissel und Wisselward sowie der Gemeinde Emmericher Eyland (Amt Griethausen)
- Stadt Goch, gebildet aus der alten Stadt Goch, der amtsfreien Gemeinde Pfalzdorf sowie den Gemeinden des Amtes Apserden, nämlich Asperden, Hassum, Hommersum, Hülm, Kessel und Nierswalde
- Gemeinde Kranenburg, gebildet aus den Gemeinden des Amtes Kranenburg, nämlich der alten Gemeinde Kranenburg, Wyler und Zyfflich sowie den Gemeinden Mehr und Niel aus dem Amt Rindern
- Gemeinde Bedburg-Hau, gebildet aus den meisten Gemeinden des Amtes Till, nämlich Hau, Louisendorf, Schneppenbaum und Till-Moyland nebst einigen Grundstücken der Gemeinde Reichswalde sowie der Gemeinde Huisberden aus dem Amt Griethausen
- Gemeinde Uedem, gebildet aus den Gemeinden des Amtes Uedem, nämlich der alten Gemeinde Uedem, Keppeln, Uedemerbruch und Uedemerfeld

Am 1. Januar 1975 wurde in der zweiten Neugliederungsphase durch § 12 des Niederrhein-Gesetzes vom 9. Juli 1974 (GV. NRW. S. 344) der alte Kreis Kleve mit dem Kreis Geldern und Teilgebieten der Kreise Moers (Rheurdt) und Rees (Emmerich und Rees) zu einem neuen Kreis Kleve zusammengefügt. Der neue Kreis Kleve ist dabei mit dem alten Kreis rechtlich nicht identisch, sondern lediglich dessen namensidentischer Rechtsnachfolger. Die südlichen acht Gemeinden, das heißt der frühere Kreis Geldern und die Gemeinde Rheurdt, werden auch als Südkreis Kleve bezeichnet.

### Einwohnerstatistik

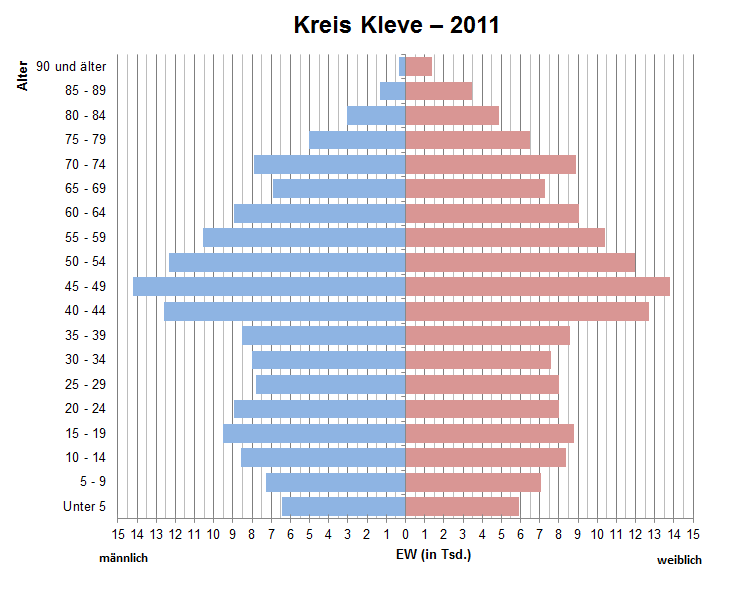
Bevölkerungspyramide für den Kreis Kleve (Datenquelle: Zensus 2011.)

| Jahr | Einwohner | Quelle |
| ---- | --------- | ------ |
| 1816 | 036.895   | [ 9 ]  |
| 1835 | 044.203   | [ 9 ]  |
| 1871 | 047.517   | [ 10 ] |
| 1880 | 050.532   | [ 10 ] |
| 1890 | 052.724   | [ 11 ] |
| 1900 | 059.642   | [ 11 ] |
| 1910 | 071.326   | [ 11 ] |
| 1925 | 080.810   | [ 11 ] |
| 1939 | 087.462   | [ 11 ] |

| Jahr | Einwohner | Quelle |
| ---- | --------- | ------ |
| 1950 | 089.013   | [ 11 ] |
| 1960 | 098.500   | [ 11 ] |
| 1970 | 107.900   | [ 12 ] |
| 1980 | 258.850   | [ 13 ] |
| 1990 | 269.149   | [ 13 ] |
| 2000 | 299.362   | [ 13 ] |
| 2010 | 307.807   | [ 13 ] |
| 2024 | 322.018   | [ 14 ] |

### Konfessionsstatistik
Gemäß dem Zensus 2011 waren 62,9 % der Einwohner römisch-katholisch und 17,1 % evangelisch. 20,0 % waren konfessionslos, gehörten einer anderen Glaubensgemeinschaft an oder machten keine Angabe.
Der Anteil an Katholiken ist laut Bistum Münster bis Ende 2019 auf 59,5 % gesunken. Anfang 2022 war der Anteil auf 57 % gesunken. Jahresende 2022 ist der Anteil weiter auf 55 % gesunken, auf 53 % am Jahresende 2023. und weiter runter auf 52 % am Jahresende 2024.

## Politik

### Kreistag
Seit der Kommunalwahl am 13. September 2020 sind im Kreistag CDU (44,1 %, 27 Sitze), SPD (19,6 %, 12 Sitze), GRÜNE (19,6 %, 12 Sitze), FDP (6,4 %, 4 Sitze), AfD (4,0 %, 2 Sitze), VWG (3,6 %, 2 Sitze) und DIE LINKE (1,8 %, 1 Sitz) vertreten. Die Wahlbeteiligung lag bei 51,6 %.
Die nächste Kreistagswahl findet im Herbst 2025 statt.

### Landrat
Landrätin des Kreises Kleve war seit der Landratswahl vom 27. September 2020 Silke Gorißen (CDU). Sie gewann die Stichwahl mit 54,2 % der Stimmen gegen Peter Driessen (45,8 %). Die Wahlbeteiligung lag bei 31,4 %.
Bei der Landratswahl am 13. September 2020 hatte kein Kandidat die absolute Mehrheit erreicht. Von den abgegebenen gültigen Stimmen entfielen auf Silke Gorißen (CDU) 48,7 %, auf Peter Driessen 24,0 %, auf Guido Winkmann 23,1 % und auf Friedrich Eitzert (AfD) 4,2 %. Die Wahlbeteiligung lag bei 51,5 %.
Erstmals hatten sich die SPD, die Grünen, die FDP und die Vereinigten Wählergemeinschaften für die Landratswahl 2020 auf einen gemeinsamen Landratskandidaten geeinigt. Dieser Kandidat, Peter Driessen, trat allerdings formal als Einzelbewerber an.
Durch die Ernennung von Silke Gorißen zur Ministerin für Landwirtschaft und Verbraucherschutz am 29. Juni 2022, wurde eine Neuwahl nötig. Diese fand am 27. November 2022 statt; die Stichwahl erfolgte am 11. Dezember.  Christoph Gerwers (CDU) setzte sich mit 62,31 % gegen Stefan Welberts (SPD) mit 37,69 % durch.

### Wappen
| Wappen von Kreis Kleve | Blasonierung: „Gespalten von Rot und Blau; vorn ein silberner (weißer) Herzschild; im ganzen überdeckt mit einer aus acht goldenen (gelben) Lilienstäben gebildeten Lilienhaspel; hinten ein zweigeschwänzter, rot bewehrter und bezungter goldener (gelber) Löwe.“                |
| Wappen von Kreis Kleve | Wappenbegründung: Das Wappen wurde am 31. Mai 1983 vom Regierungspräsidenten in Düsseldorf verliehen. Es vereinigt die Symbole der früheren Kreiswappen von Kleve und Geldern. Der Löwe entstammt dem Wappen des Herzogtums Geldern; es wurde im 14. Jahrhundert erstmals erwähnt. |

Wappen des Kreises Kleve bis 1983
| Wappen des Kreises Kleve von 1816 bis 1983 | Blasonierung: „In Rot ein silberner (weißer) Herzschild; im ganzen überdeckt mit einer aus acht goldenen (gelben) Lilienstäben gebildeten Lilienhaspel.“ |
| Wappen des Kreises Kleve von 1816 bis 1983 | Wappenbegründung: Das Wappen ist traditionell und wurde bei der Gründung am 23. April 1816 vom Herzogtum Kleve übernommen. Die offizielle Genehmigung ist nicht mehr feststellbar. Da das Gebiet in früherer Zeit das Zentrum des Herzogtums Kleve darstellte, übernahm der Kreis das Wappen der bereits 1368 ausgestorbenen Grafen von Kleve. Es kam schon in Siegeln aus dem Jahre 1254 vor. |

## Kultur

### Museen
- Liste der Museen im Kreis Kleve

### Jüdische Friedhöfe
Für den Kreis Kleve sind 14 jüdische Friedhöfe dokumentiert: je drei in Emmerich und Goch, je zwei in Rees und Uedem und je ein Friedhof in Geldern, Issum, Kalkar und Kleve. Es sind schützenswerte Kulturdenkmäler – steinerne Zeugen für ehemals existierende jüdische Gemeinden und ein reges jüdisches Gemeindeleben bis in die 1930er Jahre.

## Wirtschaft und Verkehr

### Flugverkehr
Im Kreisgebiet liegt – in der Gemeinde Weeze – der Flughafen Niederrhein. Nächstgelegener internationaler Airport ist der Flughafen Düsseldorf.

### Schienenverkehr
Der Kreis Kleve wird von zwei Eisenbahnstrecken erschlossen, rechtsrheinisch von der Bahnstrecke Oberhausen–Arnhem (auch als Hollandstrecke bezeichnet) von Duisburg nach Arnheim, linksrheinisch von der Linksniederrheinischen Strecke von Krefeld nach Kleve. Auf der rechtsrheinischen Hollandstrecke verkehrt stündlich die Linie RE19 (Rhein-IJssel-Express) zwischen Arnheim und Düsseldorf und auf der linksrheinischen Strecke verkehrt halbstündlich die Linie RE10 (Niers-Express) zwischen Kleve und Düsseldorf.
Die Strecke Kleve – Spyck wurde 1969 stillgelegt. Die Strecken Kleve – Xanten und Kleve – Kranenburg – Nijmegen sind seit 1990 bzw. 1991 außer Betrieb.
Siehe auch Liste der Bahnhöfe im Kreis Kleve.

### Straßen
Der Kreis Kleve wird von drei Bundesautobahnen und neun Bundesstraßen erschlossen:
- der A 3 (E 35) Arnheim – (Hollandlinie) – Oberhausen – Köln – Frankfurt am Main – Passau
- der A 40 Venlo – Dortmund
- der A 57 (E 31) Nijmegen – Köln
- den Bundesstraßen 8, 9, 57, 58, 67, 220, 221, 504 und 510.

Rheinüberschreitend existieren im Kreis Kleve die Rheinbrücke Rees-Kalkar im Zuge der B 67 bei Rheinstrom-km 839 und die Rheinbrücke Emmerich im Zuge der B 220 bei Rheinstrom-km 853.

### Wasserstraßen und Häfen
Der Rhein und der Spoykanal bei Kleve bilden die Grundlage für die im Kreisgebiet betriebenen Häfen in Emmerich, Rees und Kleve.

### Kfz-Kennzeichen
Am 1. Juli 1956 wurde dem Landkreis Kleve bei der Einführung der bis heute gültigen Kfz-Kennzeichen das Unterscheidungszeichen KLE zugewiesen. Es wird durchgängig bis heute ausgegeben. Seit dem 10. Juni 2014 ist in Zusammenhang mit der Kennzeichenliberalisierung auch das Unterscheidungszeichen GEL (Geldern) erhältlich.

## Trivia
Im Kreisgebiet befindet sich eine Reihe nicht zerstörter Bunkeranlagen des ehemaligen Westwalles.